# Peter Schep
Peter Otto Schep (Lopik, 8 maart 1977) is een voormalig Nederlands wielrenner en voormalig bondscoach in het baanwielrennen.

## Biografie
Schep was vooral succesvol in het baanwielrennen. In 1996 nam hij deel aan de Olympische Spelen in Atlanta, waar hij uitkwam op het onderdeel Ploegenachtervolging. Een jaar later werd hij professional bij de Rabobank opleidingsploeg. Hij deed ook mee aan de Spelen van 2000, 2004 en 2008.
In 2005 haalde Schep zijn eerste mondiale medaille: samen met Jens Mouris, Levi Heimans en Niki Terpstra won hij zilver op de ploegenachtervolging bij het Wereldkampioenschap in Los Angeles. Op 13 april 2006 werd hij in Bordeaux op het WK baanwielrennen 2006, als eerste Nederlandse wielrenner in de geschiedenis, Wereldkampioen puntenkoers. In 2011 wordt Peter samen met Theo Bos derde en haalt dus weer een bronzen medaille, nu op het onderdeel koppelkoers op het WK baanwielrennen 2011 in Apeldoorn. 
Schep reed vanaf oktober 2004 tot en met januari 2013 in totaal 55 zesdaagsen, met verschillende koppelgenoten, en behaalde daarin negenmaal de 3e plaats, vijfmaal de 2e plaats en zesmaal de eindoverwinning (zie hieronder).
In het seizoen 2006-2007 nam Schep deel aan diverse zesdaagsen als teamgenoot van Danny Stam, wiens vaste partner Robert Slippens langdurig geblesseerd raakte in de aanloop naar het seizoen. Samen wonnen zij op de Wereldkampioenschappen zilver op de koppelkoers. Bij het uitrijden werd Schep aangereden door een andere deelnemer; hij kwam zwaar ten val en brak zijn sleutelbeen. Een paar maanden later won hij samen met Jens Mouris goud op de koppelkoers tijdens het EK in Alkmaar.
Peter Schep kwam ook op op de weg uit, in wedstrijden van nationale allure, en won in 2000 een etappe in Olympia's Tour, in 2006 de Omloop van de Glazen Stad en een dagetappe in de 4-jours de Cherbourg in 2010.  In 2011 wint hij de eerste versie van de Grote Prijs van Lichtenvoorde. 
Eind augustus 2013 besloot Schep te stoppen vanwege een typische rennerskwaal: een vernauwing van de liesslagader. Het risico dat aan een eventuele operatie verbonden is, vormde de voornaamste reden om te stoppen. Sindsdien is  hij coach van met name baanwielrenners, bij onder andere de KNWU.
Begin 2018 werd bekend dat Schep een contract bij de KNWU heeft getekend om tot en met de wereldkampioenschappen baanwielrennen van 2021 de renners te begeleiden die uitkomen op de duuronderdelen (scratch, puntenkoers, omnium, koppelkoers en de achtervolgingsonderdelen).
In oktober 2018 besloot Schep te stoppen als bondscoach en aan de slag te gaan als performancemanager bij World Tour-wielerploeg EF Education First Pro Cycling.
Schep woont in Amersfoort.

## Overwinningen

### Weg
2000
- 6e etappe Olympia's Tour

2003
- 3e etappe OZ Wielerweekend

2004
- 3e etappe Ronde van Antwerpen

2005
- Classic 2000 Borculo

2006
- Omloop van de Glazen Stad
- Parel van de Veluwe
- Omloop van Schokland

2007
- 2e etappe Ronde van Midden-Brabant

2010
- 4e etappe Trois Jours de Cherbourg

2011
- Grote Prijs van Lichtenvoorde

2012
- Ronde van Zuidoost Friesland
- 39e Ronde van Giessenburg

### Piste
| Jaar | NK                               | EK         | WK                   | Overig                                         |
| ---- | -------------------------------- | ---------- | -------------------- | ---------------------------------------------- |
| 2000 | Achtervolging                    |            |                      |                                                |
| 2001 | Achtervolging                    |            |                      |                                                |
| 2003 | Scratch, Ploegkoers, Puntenkoers |            |                      |                                                |
| 2004 | Puntenkoers                      |            |                      |                                                |
| 2005 | Sctatch                          |            | Ploegenachtervolging | WB Moskou Puntenkoers                          |
| 2006 |                                  | Ploegkoers | Puntenkoers          |                                                |
| 2007 |                                  | Ploegkoers | Ploegkoers           | WB Manchester Ploegkoers, WB Sydney Ploegkoers |
| 2008 | Ploegkoers, Puntenkoers          |            | Puntenkoers          |                                                |
| 2009 |                                  | Ploegkoers |                      |                                                |
| 2010 |                                  |            | Puntenkoers          |                                                |
| 2011 | Ploegkoers                       | Derny      | Ploegkoers           |                                                |
| 2012 | Derny                            | Derny      |                      |                                                |

#### Zesdaagse
| Nr. | Jaar | Zesdaagse van | Samen met       |
| --- | ---- | ------------- | --------------- |
| 1   | 2006 | Amsterdam     | Danny Stam      |
| 2   | 2009 | Rotterdam     | Juan Llaneras   |
| 3   | 2010 | Gent          | Iljo Keisse     |
| 4   | 2012 | Bremen        | Robert Bartko   |
| 5   | 2012 | Rotterdam     | Wim Stroetinga  |
| 6   | 2012 | Zürich        | Kenny De Ketele |
| 7   | 2013 | Berlijn       | Roger Kluge     |